# جون بوكانان فلويد
جون فلويد (بالإنجليزية: John Buchanan Floyd)‏ (و. 1806 – 1863 م) هو سياسي، ومحام من الولايات المتحدة الأمريكية ولد في بلاكسبرغ، فيرجينيا.
وهو عضو في الحزب الديمقراطي الأمريكي .

## التعليم
تعلم في جامعة كارولاينا الجنوبية.

## روابط خارجية
- جون بوكانان فلويد على موقع الموسوعة البريطانية (الإنجليزية)